# Slot A

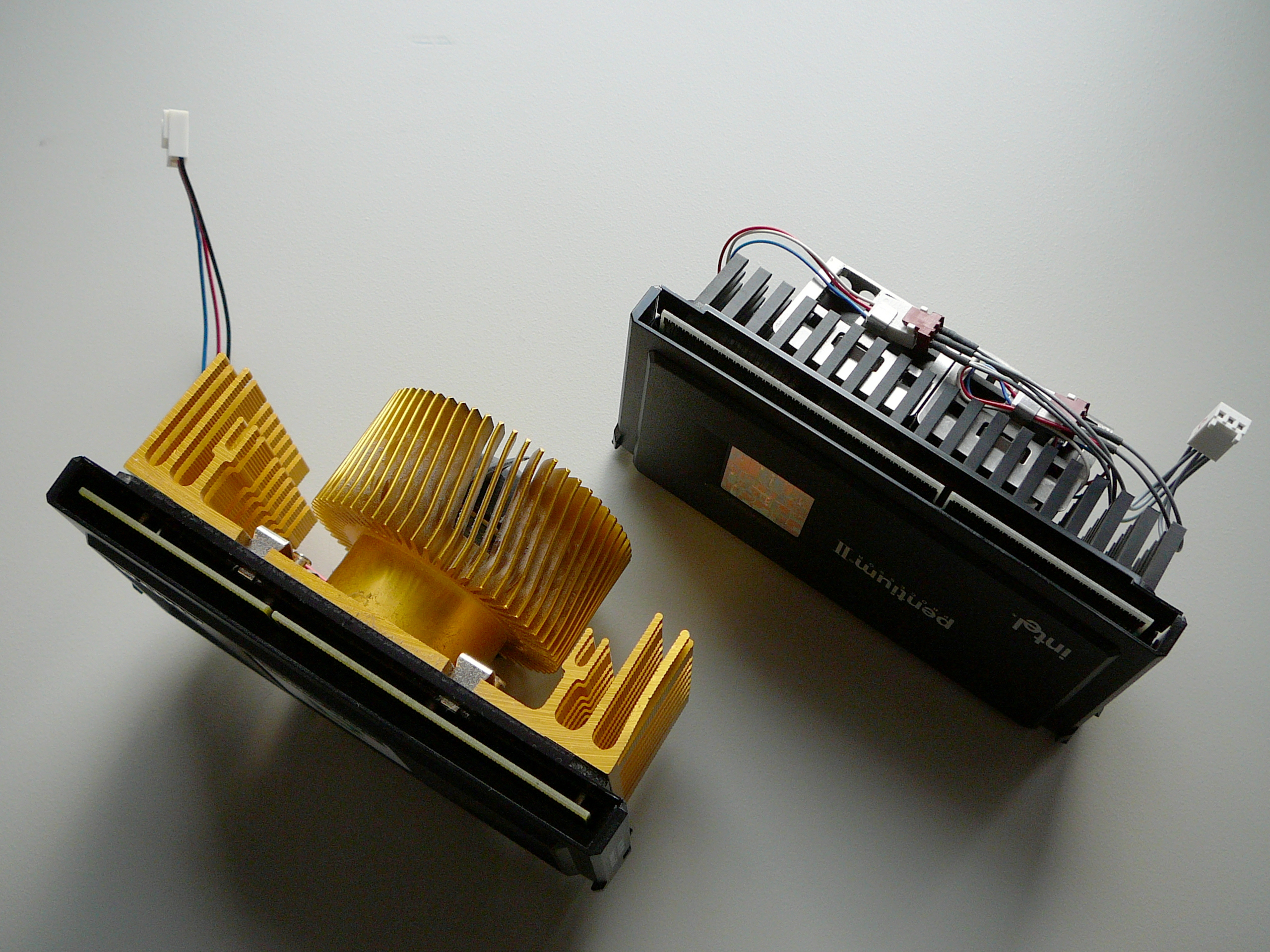
Eine Slot-A-CPU links im Vergleich zu einer Slot-1-CPU (Anschluss um 180° gedreht)

Der Slot A ist ein CPU-Steckplatz für AMD-Athlon-Prozessoren der K7-Generation. Mit Einführung des Athlon wurde der Übergang vom Sockel zum Steckplatz notwendig, da wie auch bei den Pentium-II- und Xeon-Prozessoren von Intel der Prozessorkern und der Cache-Speicher getrennte Chips auf einer gemeinsamen Platine sind.
Der Slot A ist mechanisch, nicht aber elektrisch kompatibel zum Slot 1; auf diese Weise konnten Hardwarehersteller für ihre Athlon-Mainboards von Beginn an auf in großen Stückzahlen verfügbare Bauteile für den Slot zurückgreifen und auch die Platinenlayouts ihrer Slot-1-Boards mit vergleichsweise geringen Veränderungen übernehmen. Der Steckverbinder wurde jedoch um 180° gedreht verwendet. Zusammen mit dem Slot A wurde für den Athlon das EV6-Busprotokoll des DEC-Alpha-Prozessors übernommen. Diese Einführung eines zum Marktführer Intel inkompatiblen Sockels und Protokolls wurde zunächst als wirtschaftlich riskant angesehen.
Der Slot A wurde bald vom Sockel A ersetzt, da AMD bald Cache und Prozessorkern auf einem Die vereinigen konnte. In der recht kurzen Zeit gab es lediglich zwei Chipsätze für diesen Sockel, den AMD 750 Irongate und den VIA KX133.